# Петър Кюмюрджиев
Петър Кирилов Кюмюрджиев е български футболист и треньор,. От 2023 г. е наставник на Созопол.
Роден е на 15 декември 1981 г. в Бургас. Висок е 176 см и тежи 71 кг. Играл е за Черноморец (Бургас) и Славия. За младежкия национален отбор има 4 мача.

## Статистика по сезони
- Черноморец – 2000/пр. - A група, 12 мача/0 гола
- Черноморец – 2000/01 – A група, 12/0
- Черноморец – 2001/02 – A група, 19/0
- Черноморец – 2002/03 – A група, 20/2
- Черноморец – 2003/04 – A група, 20/0
- Черноморец – 2004/ес. - Б група, 4/0
- Славия – 2005/пр. - A група, 6/0
- Славия – 2005/06 – A група, 25/1
- Керчем Аякс – 2012/13 – Първа дивизия, 16/1
- Керчем Аякс – 2013/14 – Първа дивизия, 17/0
- Керчем Аякс – 2014/15 – Първа дивизия, 18/2